# Taking Off (chanson)
Pour les articles homonymes, voir Taking Off (homonymie).
Singles de The Cure
alt.end
(2004) The Only One
(2008)
Pistes de The Cure
(I Don't Know What's Going) On Never
Taking Off est une chanson du groupe britannique The Cure sortie en single le 18 octobre 2004, extraite de l'album The Cure. 

## Contenu
En plus de Taking Off, le single comprend deux chansons inédites, Why Can't I Be Me? et Your God Is Fear que l'on retrouve le single alt.end qui n'est sorti qu'aux États-Unis,.
Une plage CD-Rom présente le clip vidéo de Taking Off, réalisé par le collectif The Saline Project.

## Variante de la chanson
Le groupe s'est basé sur la musique de Taking Off pour composer The Dragon Hunters Song qui est la chanson du générique de la série télévisée d'animation française Chasseurs de dragons, diffusée à partir de 2006,. 

## Classements hebdomadaires
| Classement (2004)              | Meilleure place |
| ------------------------------ | --------------- |
| Allemagne (GfK Entertainment)  | 73              |
| Écosse (OCC)                   | 55              |
| Espagne (PROMUSICAE)           | 9               |
| France (SNEP)                  | 67              |
| Italie (FIMI)                  | 21              |
| Royaume-Uni (UK Singles Chart) | 39              |